# Discocyrtus longicornis
Discocyrtus longicornis is een hooiwagen uit de familie Gonyleptidae.